# ロゴスの市
ロゴスの市（ロゴスのいち）は、乙川優三郎による日本の恋愛小説。2017年に島清恋愛文学賞受賞。2018年に徳間文庫化された。

## 概要
現代を舞台にした短編集『太陽は気を失う』（2015年）を発表したのに続く長編小説。前作に続く現代小説である。「ロゴス」とは、言葉、真理という意味の言葉。

## あらすじ
20歳で出会った1980年から30年余りのその後の宿命的な歳月を送る男女の物語。
昭和55年、成川弘之は三鷹にある広大な緑を持つ大学の学内サークル「ペンクラブ」で戒能悠子と出会う。戒能がその当時バイトをしていた翻訳を手伝うことにより、編集者の原田と出会い、翻訳家になるという夢を朧げに夢みるようになる。成川、戒能は英語というつながりにより男女としての仲も深めていった。御宿で行われた「ペンクラブ」の夏合宿は2人に、特に戒能にとって忘れえない思い出となる。卒後、成川は大学の恩師正木教授の助手をしながら、翻訳活動を、戒能は渡米する。
成川は翻訳家としての仕事が軌道に乗り出し、戒能は同時通訳者としての道を歩き始める。帰国後お互いの近況を知らせあい次の春に再会する約束をかわす。初の翻訳本をマレーシアにいる父に送る目的と戒能との春の再会の際に渡すささやかなプレゼントを買うために行った渋谷で、成川は戒能と戒能の兄が密やかな姿で歩いている姿を目撃する。そして待ちかねた春の約束も戒能が急遽会議通訳の補充員として渡欧することとなり流れた。ある秋の日、成川がアパートに戻ると戒能が待っており、再会を果たす。彼女は猛然と働いており、月の1/3しか家に帰っていないと話す。また、御宿の夏合宿が懐かしいと話す。その秋の日を境に成川と戒能は急速に疎遠となる。ある日、田上から電話で戒能が血のつながらない兄と結婚することとなった事を聞かされる。成川はうな垂れるが戒能の家庭の複雑さを思い受け入れる。
その後、成川は原田にドイツの世界最大の「ブックフェア」に誘われ、参加。ロゴスの市を目の当たりにし、翻訳家として成長する。
成川は「二十一世紀への文学潮流」という新聞社主催のシンポジウムに参加した際に戒能と再会。バーで久しぶりに2人の時間を過ごす。その際、成川は戒能に結婚の理由を聞く。
成川は正木教授の紹介で図書館司書の谷本恵理と出会い、その博識ぶりと恵理が妊娠したことにより結婚をする。
成川が籍を入れて半年もたたないうちに、戒能は離婚をする。知らせてきた田上は「すれ違い夫婦の宿命だな」と話す。
戒能は外務省から仕事を委託され先進国蔵相会議や外相会談の同時通訳を務めるまでになり、政治家に「国の宝」と称されるほどの実力を身に着ける。
平穏な生活を送っていた成川に突然、戒能から「助けて、あなたしかいないの」
と電話が入る。成川が戒能のマンションに行くと、戒能は肺炎で高熱を出していた。成川は戒能の看病をし、ドイツの「ブックフェア」に戒能を誘う。
ドイツのブックフェアで成川と戒能は再会。戒能は学生のときの合宿と同じように外房の御宿で二泊三日を過ごすことを望む。
それから、毎年、成川は御宿のビーチで翻訳の仕事を行う期間を設け、その期間中に戒能が二泊三日で訪れるようになる。
ある夏、佐代子から「事故のことはご存知でしょうか」という文面の手紙を受け取り、
戒能が飛行機事故で亡くなったことを知る。そして戒能が成川に秘密で成川の子を
海外で出産、成川以外の子供を生まないために避妊処置を行ったこと、子供を引き取って
もらったアメリカの教授夫妻から時折送られてくる写真を愛らしく思っていたことを知る。
そして、戒能のすべてを許してあげてほしいと伝えられる。

## 登場人物
成川弘之（なりかわ ひろゆき）
のんびりした性格で戒能に学生時代翻訳のバイトに誘われたことにより翻訳家となる。毎夏千葉の房総半島にある御宿町のホテルに滞在し、仕事をすることを習慣としている。
戒能悠子（かいの ゆうこ）
一分一秒無駄にしないせっかちな性格。向田邦子のファン。大学時代はポニーテール、社会人になるとギブソンタックの髪形をしている。大学時代は翻訳のバイトをしていたが、同時通訳者となり、外務省から仕事を委託され先進国蔵相会議や外相会談の同時通訳を務めるまでになり、政治家に「国の宝」と称されるほどの実力を身に着ける。
依田佐代子（よだ さよこ）
成川、戒能、田上の大学時代の友人、戒能の親友。卒後シスターとなり、タイに戒能らの助力により孤児院建設をする。戒能との交流は卒業後も続いており、成川に戒能の秘密を伝える。
田上（たがみ）
成川、戒能、依田の大学時代の友人。卒後、出版社に勤務する。
原田（はらだ）
立川書房の編集者。成川を翻訳家への道へいざなう。成川をドイツで開催される世界最大の「ブックフェア」に誘う。
戒能岑生（かいの みねお）
戒能悠子の母の再婚相手の息子。高校を卒業後小さな設計事務所に勤務し、二級建築士を目指す。のちに戒能悠子と結婚、離婚をする。
成川祥光（なりかわ よしみつ）
成川弘之の父。一流商社に勤務。マレーシア、台湾と海外赴任が多く、定年後はパラオに移住する。
成川澄江（なりかわ すみえ）
成川弘之の母。服装デザイナー。仕事が生きがいであり、弘之に「女はそのために結婚しない人もいる、そういう人を好きになってはだめよ」とアドバイスをする。
成川良彦（なりかわ よしひこ）
成川弘之の兄。広告代理店に勤める。
正木教授
成川と戒能の大学の言語学の教授。翻訳家でもある。成川は卒業後一時助手をしていた。成川、戒能ともに学生時代、卒業後も相談をする相手であり、的確なアドバイスを行う。
谷本恵理（たにもと えり）
正木教授の教え子の一人で、図書館の司書をしていた。両親ともにバイオリニスト。父親がスイス人で、離婚した母はドイツに住む。正木教授の紹介で成川と出会う。美人だが控えめな大人しい性格。博識。成川と出会って一年後に妊娠し、成川と結婚する。
ルカ
成川弘之と谷本恵理の子供。